# Incidente ferroviario di Staplehurst
L'incidente ferroviario di Staplehurst fu un incidente ferroviario accaduto a Staplehurst, nella regione inglese del Kent, che ebbe luogo il 9 giugno 1865 e nel quale persero la vita dieci passeggeri e quaranta restarono feriti. Viene principalmente ricordato poiché coinvolse anche lo scrittore Charles Dickens (che fortunosamente scampò al disastro), il quale viaggiava in un vagone di prima classe di ritorno da un viaggio in Francia, assieme alla sua compagna Ellen Ternan e alla madre di lei.
Il disastro avvenne nei pressi di Staplehurst, in un punto dove i binari correvano sopra un lungo ponte in ferro sopra il fiume Beult. Al momento del passaggio del treno sul ponte, questo cedette facendo precipitare nel fiume sottostante il viadotto la maggior parte dei vagoni. Il viadotto non era protetto da paratie, o da  qualsiasi altra forma di balaustra per evitare il rovesciamento delle carrozze.

## Dinamica dell'incidente
Il tratto di ferrovia era in fase di ristrutturazione presso Staplehurst, in un punto in cui le rotaie correvano su un viadotto in ghisa posto sul fiume Beult. Il treno, un Folkestone Express, serviva al trasporto dei passeggeri in arrivo dalle navi nel porto. Il capocantiere dei lavori aveva erroneamente pensato che il treno sarebbe arrivato più tardi, e le ultime due rotaie non erano ancora state sostituite. Venne mandato un segnale di pericolo al treno, ma era ormai troppo tardi per dare un preavviso adeguato al convoglio in avvicinamento veloce. Il treno riuscì a raggiungere il lato del viadotto spostando il legname di sostegno delle rotaie, ma le travi in ghisa cedettero di schianto, e la maggior parte delle vetture precipitarono nel piccolo ruscello (il fiume Beult) sotto il viadotto.

## Cultura
Il disastro è usato come parte del soggetto per il racconto di R. F. Delderfield - God is an Englishman. Inoltre è anche lo spunto di partenza per il racconto Drood di Dan Simmons, pubblicato nel febbraio del 2009.

### Charles Dickens
Dickens, con il manoscritto di un prossimo romanzo, era in una delle poche carrozze che non precipitarono nel fiume:
(Postfazione a Il nostro comune amico, Charles Dickens)
Questa sconvolgente esperienza traumatizzò Dickens per tutto il resto della sua vita. Divenne una sorta di eroe presso il pubblico per i suoi tentativi di aiutare i passeggeri morenti. Scrisse un breve racconto poco tempo dopo l'incidente, una storia di fantasmi intitolata Il segnalatore, nella quale il soggetto principale è un incidente ferroviario in un tunnel. Sebbene Dickens abbia probabilmente preso spunto per la storia dagli eventi del terribile e famigerato disastro ferroviario del Clayton Tunnel accaduto nel 1861 (23 morti, 176 feriti), piuttosto che dall'incidente di Staplehurst, è ragionevole supporre che il suo personale coinvolgimento nel disastro lo abbia ispirato. Dickens rimase profondamente traumatizzato dall'episodio e diventò da allora sempre nervosissimo quando era costretto a viaggiare in treno; provò anche ad evitare i viaggi in treno, utilizzando mezzi alternativi quando gli era possibile.